# Oberstdorf
 (août 2024).
Si vous disposez d'ouvrages ou d'articles de référence ou si vous connaissez des sites web de qualité traitant du thème abordé ici, merci de compléter l'article en donnant les références utiles à sa vérifiabilité et en les liant à la section « Notes et références ».
Oberstdorf est une commune de Bavière située dans la circonscription de la Souabe. C'est la commune la plus méridionale de l'Allemagne. Elle se situe à 843 mètres d'altitude.
On dit[Qui ?] qu'elle est la plus grande zone piétonne du monde : 10 % de son territoire sont interdits à la circulation automobile et 75 % sont des sites naturels protégés. Avec l'implantation de la plus grande centrale solaire de Bavière et un réseau de bus électriques, la commune joue la carte de l'innovation écologiste.

## Sport
La ville est dotée de tremplins de saut à ski sur le site de Schattenbergschanze, ainsi que d'un tremplin de vol à ski, le tremplin Heini Klopfer.
Oberstdorf est très connue dans le milieu sportif pour Tournée des quatre tremplins, dont la ville abrite la première étape le 29 décembre de chaque année depuis 1953.
Oberstdorf est également ville-hôte des Championnats du monde de ski nordique 1987, 2005 et 2021.

## Excursions
- Le téléphérique le plus haut des Alpes d'Allgäu conduit au sommet du Nebelhorn à 2 224 mètres. Par beau temps, on a une vue panoramique sur plus de 400 sommets alpins.
- Les flancs du Fellhorn proposent tout un réseau de chemins de randonnée à une altitude comprise entre 1 500 et 2 000 mètres. Un sentier de découverte de la flore familiarisera le touriste avec de rarissimes fleurs et herbes alpestres, dont les orchidées qui fleurissent en été jusqu'au sommet.

## Jumelages

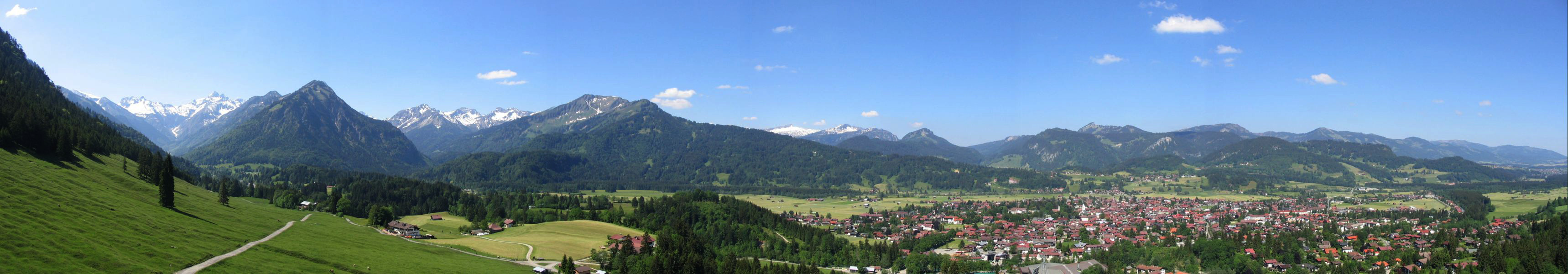
Vue panoramique d'Oberstdorf

- Pézenas, depuis 1965[réf. nécessaire]
- Megève, depuis 1970

## Personnalités liées à la commune
- Leo Dorn (1836-1915), chasseur et alpiniste,
- Gertrud von Le Fort (1876-1971), écrivain,
- Sylvia Natterer, créatrice suisse de poupées née en 1949 à Oberstdorf ;